# Уолден, Селия
Се́лия Уо́лден-Мо́рган (англ. Celia Walden-Morgan; 30 декабря 1976 года, Париж) — британская журналистка, телеведущая и писательница.

## Биография
Родилась в семье дипломата Джорджа Уолдена (род. 1939). Окончила Вестминстерскую школу и Кембриджский университет.
Уолден — автор и обозреватель. Она была последним редактором ныне несуществующего блога «Шпион» газеты «The Daily Telegraph». Ранее она писала для «Evening Standard» и «Daily Mail».
Её первый роман «Путь вреда» был опубликован в 2008 году.
24 марта 2011 года Селия написала заметку в колонке «The Daily Telegraph»,где раскритиковала беспечность велосипедистов на дорогах. Эта вызвала критику в связи с тем, что статья была опубликована на той же неделе, когда велосипедист в центре Лондона был сбит грузовым автомобилем.
С 24 июня 2010 года замужем за журналистом Пирсом Морганом (род. 1965), с которым она встречалась четыре года до их свадьбы. У супругов есть дочь — Элиз Морган (род. в ноябре 2010 года).